# Auguste Laurent

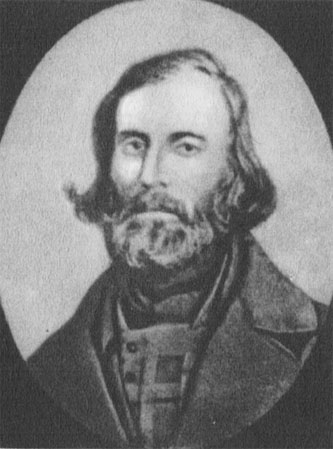
Auguste Laurent

Auguste Laurent (* 14. November 1807 im Ortsteil La Folie der Gemeinde Saint-Maurice in der Nähe von Langres; † 15. April 1853 in Paris), eigentlich Augustin Laurent, war ein französischer Chemiker.
Laurent hatte seinen Schwerpunkt in der organischen Chemie; in diesem Gebiet stellte er für die Substitution die Kerntheorie auf und definierte die Begriffe Molekül, Atom und chemisches Äquivalent. Er erkannte, dass die Zahl der Wasserstoffatome organischer Verbindungen ohne Stickstoff immer gerade ist, mit einem Stickstoffatom im Molekül immer ungerade.

## Leben
Er wurde als zweites von vier Kindern des Bauern Jean-Baptiste Laurent und der Marie-Jeanne Maistre geboren. In Gray (Haute-Saône) erhielt er eine klassische Schulausbildung an einem der lokalen Collèges. Vom 9. Dezember 1826 bis zum Jahr 1829 folgte eine Ausbildung an der École des Mines, im Juni 1830 wurde er Ingénieur civil des mines, 1831 Répétiteur an der École Centrale des Arts et Métiers.
Seine erste wissenschaftliche Veröffentlichung erschien im Jahre 1830, gemeinsam mit Guy-Adolphe Arrault (1806–1861) geschrieben: Fabrication du smalt ou bleu de cobalt, à Querbach, en Basse-Silésie. In dieser Arbeit werden auch Erfahrungen über den Kobaltabbau dargestellt, die er während einer Reise durch Niederschlesien sammelte.
Er war Schüler des Chemikers Jean-Baptiste Dumas. Nach einem Streit mit Dumas war er 1833 in der Manufacture de Sévres, 1836 in einer Porzellanfabrik in Eich (Luxemburg) beschäftigt. Im Jahr 1838 wurde er als Professor an die Universität Bordeaux berufen. Im Jahr 1839 heiratete er Anne-Françoise Schrobilgen aus einer bekannten Luxemburger Familie. Ihr Sohn war Matthieu Paul Hermann Laurent (1841–1908). 1844 wurde er zum Ritter der Ehrenlegion ernannt.
Nach Studentenunruhen verließ er Bordeaux 1845 (sein Nachfolger als Professor wurde sein Assistent Alexandre Édouard Baudrimont) und erhielt eine Stellung in der Münze von Paris (1848). Gemeinsam mit dem Chemiker Charles Gerhardt (1816–1856) gründete er 1851 in Paris ein Unterrichtslaboratorium für Chemie. Seit 1845 war er korrespondierendes Mitglied der Académie des sciences.
Auguste Laurent starb 1853 im Alter von 45 Jahren an Tuberkulose.

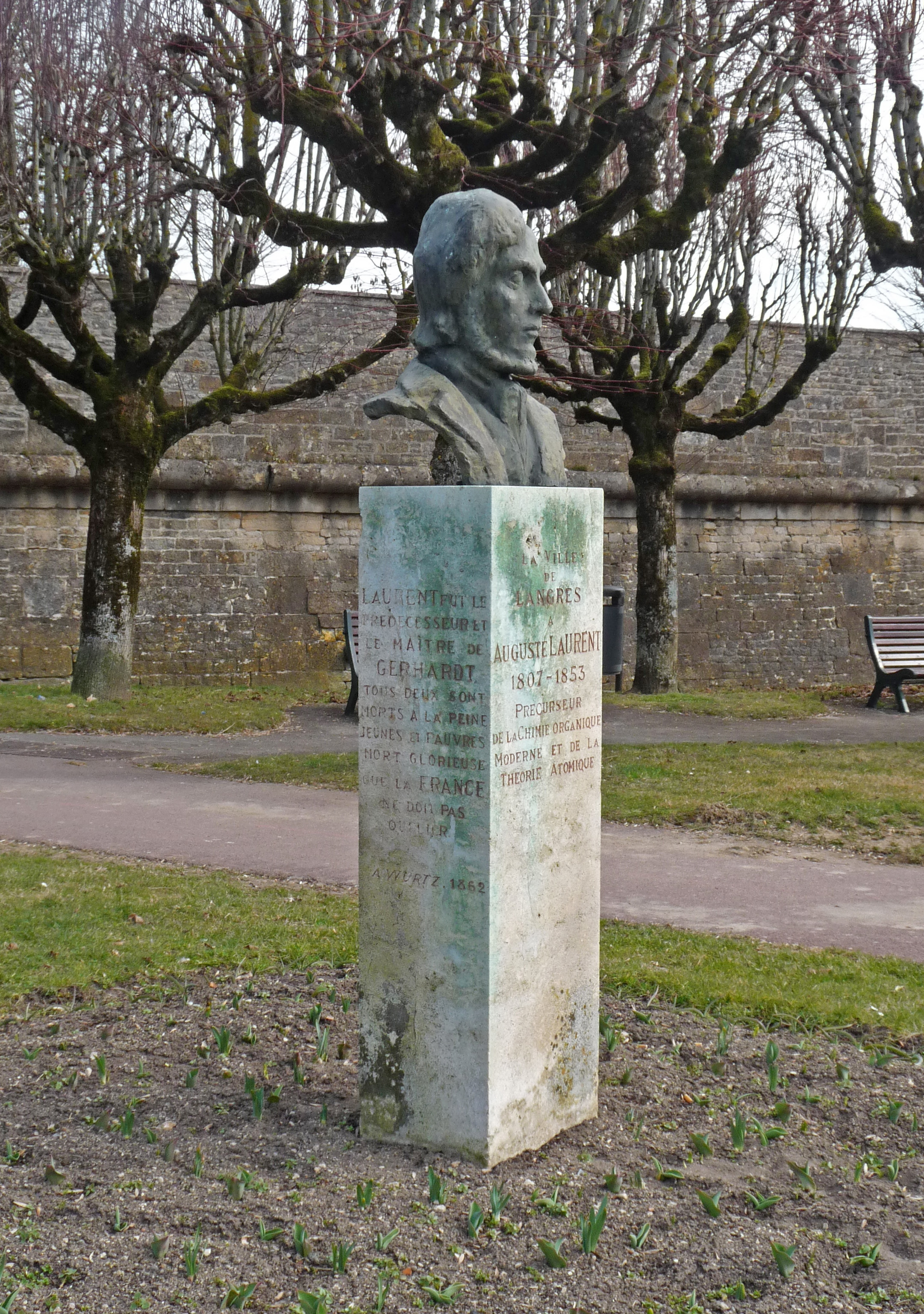
Büste von Auguste Laurent an der Stadtmauer von Langres

Sein Sohn war der Mathematiker Hermann Laurent.

## Wissenschaftliches Werk

### Synthesen und Analysen
Laurent untersuchte zusammen mit Dumas das Naphthalin. Dessen Summenformel (C10H8 bzw. C20H16) konnte aus der Elementaranalyse bestimmt werden. Später erfolgten Bestimmungen von Chrysen und Pyren.
Naphthalin ließ sich mit Chlor zu Chlornaphthalin umsetzen. Da Strukturformeln in der Chemie noch unbekannt waren, konnte Laurent nur nachweisen, dass ein Wasserstoffatom durch ein Chloratom ersetzt wurde. Auch Naphthalintetrachlorid konnte durch Behandlung mit Chlor erzeugt werden. Durch Oxidation dieses Stoffes mit Salpetersäure stellte er Phthalsäure sowie Phthalimid und Phthalsäureanhydrid her (1836).
Aus Anthracen gewann Laurent durch Oxidation mit Salpetersäure das Anthrachinon (1835). 1841 erhielt er aus der Oxidation des Farbstoffes Indigo das Isatin. Ethanol und Diethylether veranschaulichte Laurent als organische Abkömmlinge des Wassers. Wird formal ein Wasserstoffatom des Wassers durch eine Ethylgruppe ersetzt, erhält man Ethanol, werden zwei Wasserstoffatome durch Ethylgruppen ersetzt, erhält man Diethylether.

### Atome, Moleküle, Äquivalente
Laurent erkannte, dass die Zahl der Wasserstoffatome in einem organischen Molekül – solange kein Stickstoff vorhanden war – immer gerade ist.
Als Laurent seine Untersuchungen begann, gab es noch keine klare Unterscheidung zwischen Atom, Molekül, Äquivalent. Charles Gerhardt hatte die Fehlerhaftigkeit bezüglich der Atommassen im Lichte der Avogadroschen Theorie für organische Moleküle erkannt. Jedoch blieb der Begriff des Äquivalents von Gerhardt sehr unklar und umstritten. Laurent verbesserte die Erkenntnisse von Gerhardt und gab erstmals eine genaue Definition für Moleküle, Atome, Äquivalente.
Laurent verstand unter dem Molekulargewicht eines Elementes oder einer Verbindung die Gewichtsmenge, die unter gleichen Bedingungen denselben Gasraum einnahm. Für Gase der  Elemente Wasserstoff, Chlor, Sauerstoff, Stickstoff mussten zwei Gewichtsteile (Doppelatome) im Gasraum angesetzt werden. Für organische Moleküle im Gasraum ergaben sich so die richtigen Molekülgewichte.
Das Molekül war für Laurent die kleinste Menge, die zur Bildung einer chemischen Verbindung nötig ist. Das Atom war für ihn die kleinste Menge eines Elementes, die in zusammengesetzten Stoffen vorkommt.
Erst um 1850, als Alexander William Williamson eine Etherdarstellung aus Ethanol und Ethylbromid vollzog, konnte nachgewiesen werden, dass Ether ein Abkömmling von Ethanol und Ethanol ein Abkömmling von Wasser ist.
Die Ideen von Laurent und Gerhardt fanden nun auch in Büchern und Zeitschriften Eingang.

### Kerntheorie
Da sich bei den Umsetzungen von Kohlenwasserstoffen wie Naphthalin oder Anthracen meist das Kohlenstoffgrundgerüst nicht änderte und nur die Wasserstoffatome durch Chlor oder Sauerstoff ausgetauscht wurden, formulierte Laurent die Kerntheorie zur Erklärung der räumlichen Struktur von organischen Verbindungen.
Schon Dumas konnte beim Kerzenwachs nachweisen, dass Wasserstoffatome durch Chloratome ersetzt werden können. Er hatte zusammen mit Justus von Liebig den Begriff radikalische Substitution geprägt.
Laurent gebrauchte den Begriff „Radikal“ für Atomkerne. Später verwendet er diesen auch für größere Atomgruppen. Bei organischen Molekülen gibt es, anders als in der anorganischen Chemie, Stamm-Kerne von Kohlenstoffatomen. Die Kohlenstoff-Stamm-Kerne sind räumlich geordnet und können Neben-Kerne von Wasserstoff-, Chlor- oder Sauerstoffatomen nach geometrischen und stöchiometrischen Gesetzen aufnehmen. Nur einige bestimmte Neben-Kerne im Molekül können sich abspalten und ein Radikal bilden.
Laurent vermutete, dass sich Stamm-Kerne im Zentrum einer Pyramide befinden könnten, an den Kanten der Pyramide befinden sich Neben-Kerne wie Wasserstoff-, Sauerstoff- und Halogenatome die unter bestimmten Reaktionsbedingungen austauschen lassen, und erkannte damit die Grundlage der Kerntheorie.

## Werke (Auswahl)
- Laurent, Auguste;  Arrault, Guy-Adolphe: Fabrication du smalt ou bleu de cobalt, à Querbach, en Basse-Silésie. Annales de l’Industrie Francaise et Étrangère et Bulletin de l’École Centrale des Arts et Manufacture, (1830), p.474